# Hélène de Portes
Hélène de Portes est une aristocrate française née le 24 février 1902 à Marseille et morte dans un accident de voiture le 28 juin 1940 à Frontignan. Elle est surtout connue pour l'influence qu'on lui prête sur Paul Reynaud dans les jours décisifs de 1940.

## Biographie
Hélène de Portes est la fille de Charles Rebuffel, ingénieur et riche industriel, directeur de la Société des Grands Travaux de Marseille de 1917 à 1939. Elle épouse le marquis Henri de Portes dont elle se sépare après avoir donné naissance à deux enfants. Elle devient la compagne de Paul Reynaud, son aîné de 24 ans, en 1930.
Dans l'entre-deux-guerres, elle tient un salon où se réunissent des personnalités importantes de la droite.

### Vie avec Paul Reynaud

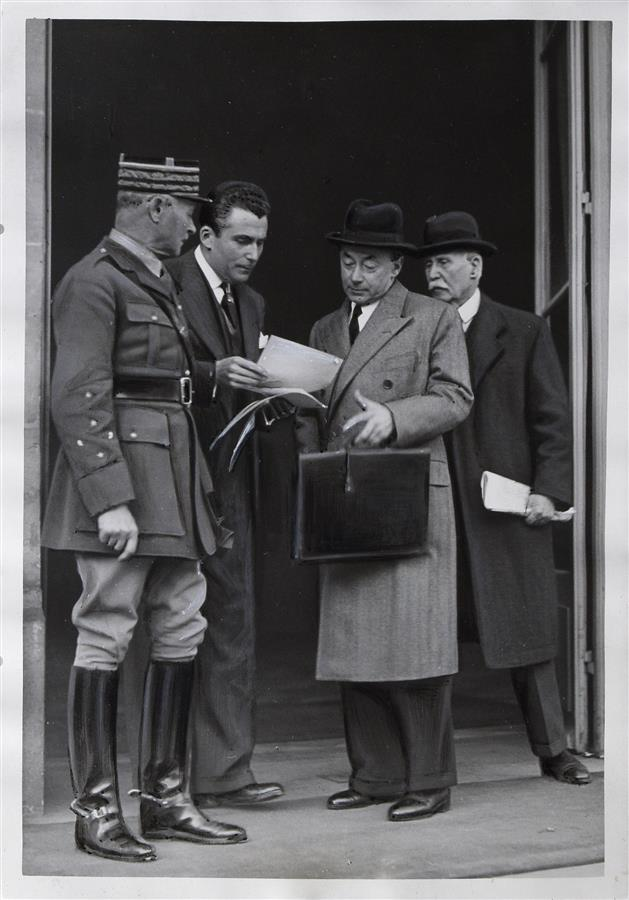
Maxime Weygand, Paul Baudouin, Paul Reynaud et Philippe Pétain en mai 1940.

Hélène de Portes est décrite comme ayant beaucoup d'influence sur Paul Reynaud. Elle est surnommée « la porte d'à côté » qu'il faut contacter pour pouvoir accéder au ministre. Elle aurait participé à des réunions de ministres et aurait rabroué certains d’entre eux.
Après la conférence de Briare (11 et 12 juin 1940) et le dernier conseil suprême interallié de Tours (13 juin), le gouvernement se replie à Bordeaux où Paul Reynaud et Hélène de Portes s'installent à l'hôtel Splendid le 15 juin.
Pendant toutes les discussions sur la stratégie à adopter, Hélène de Portes milite pour un armistice total et rapide. Faisant partie du camp anglophobe et germanophile, elle souhaite l'entrée de Philippe Pétain au gouvernement et critique le sous-secrétaire d'État Charles de Gaulle, qui veut poursuivre la guerre. Elle contacte un diplomate des États-Unis (pays neutre à ce moment-là), qui écrira : « Je ne pense pas que son rôle dans l'encouragement des éléments défaitistes pendant les derniers jours de Reynaud comme président du Conseil doive être sous-estimé. Elle a passé une heure pleurant dans mon bureau pour inciter Reynaud à demander un armistice ». Elle a joué un rôle actif à plusieurs reprises au cours des négociations franco-anglaises avant la conclusion du cessez-le-feu franco-allemand. Elle s'oppose notamment au projet d'Union franco-britannique, évoquant Isabeau de Bavière, qui, en 1420, avait déshérité son fils pour livrer la France à l'Angleterre.
L'ambassadeur des États-Unis écrit au président Roosevelt : « Ne dites rien de confidentiel à Reynaud au téléphone : la dame est toujours là et répète partout tout ce qu’elle a entendu ! ».

### Décès
Après la démission de Paul Reynaud le 16 juin 1940, le couple quitte Bordeaux pour fuir l'avance allemande en se dirigeant vers la propriété de l'ancien président du Conseil dans l'Hérault en prévision d'un départ en Afrique du Nord, puis aux États-Unis. Le 28 juin, la voiture, conduite par Paul Reynaud, quitte la route et heurte violemment un platane à la Peyrade entre Frontignan et Sète. Hélène de Portes meurt dans l'accident, presque décapitée. Paul Reynaud, blessé à la tête, est hospitalisé à Montpellier. À sa sortie de l'hôpital, il est arrêté pour être emprisonné pour toute la durée de la guerre.
À la même époque, le diplomate français Dominique Leca est arrêté à Madrid avec une valise diplomatique contenant des fonds pour la future propagande anti-nazie de Paul Reynaud à New-York, mais aussi de l'or et des bijoux destinés aux enfants de la comtesse qui avaient été évacués vers les États-Unis. Cette affaire alimente la propagande du gouvernement de Philippe Pétain contre le régime de la IIIe République, juste au moment où celui-ci s'apprête à obtenir les pleins pouvoirs, le 10 juillet 1940.

## Citations
D'après le journaliste Hervé Bentégeat, Charles de Gaulle aurait dit d'elle : « C’est une dinde ». En apprenant l'accident de voiture du 28 juin 1940, le général se serait exclamé : « J’espère qu’elle est crevée, la salope ! ».
Winston Churchill la surnommait « le Perroquet »[réf. souhaitée].
Le journaliste britannique Noel Barber, correspondant étranger du Daily Mail, eut pour elle cette épitaphe : « La femme la plus puissante de France, elle exerça une influence pernicieuse sur les destinées de son pays. »

## Représentations
Hélène de Portes (interprétée par Frédérique Tirmont) est un personnage du film de Jean Marbœuf de 1993, Pétain. En 2020, elle apparait sous les traits de Philippine Leroy-Beaulieu dans le film De Gaulle, de Gabriel Le Bomin.
Elle a aussi inspiré le personnage de la « baronne de Porte » dans le roman The Black Baroness (octobre 1940) de Dennis Yates Wheatley.
Elle est l'une des figures principales (l'autre étant sa rivale la marquise Marie-Louise de Crussol) du roman de Damien Roger paru en février 2025 Vanité des vanités, aux éditions Privat ; la première de couverture du livre représente la comtesse de Portes au volant d'un coupé, avec la jaquette suivante : « En 1940, une femme a fait basculer la France dans la collaboration ».